# شناوری مغناطیسی
گرانگریزی یا شناوریِ مغناطیسی روشی است که در آن یک شی بدونِ هیچ پشتیبانی بجز میدانِ مغناطیسی به حالتِ شناور در آید. نیروی مغناطیسی برای مقابله با اثراتِ شتاب گرانشی و هر شتاب دیگری بکار می‌رود.

## شناوری

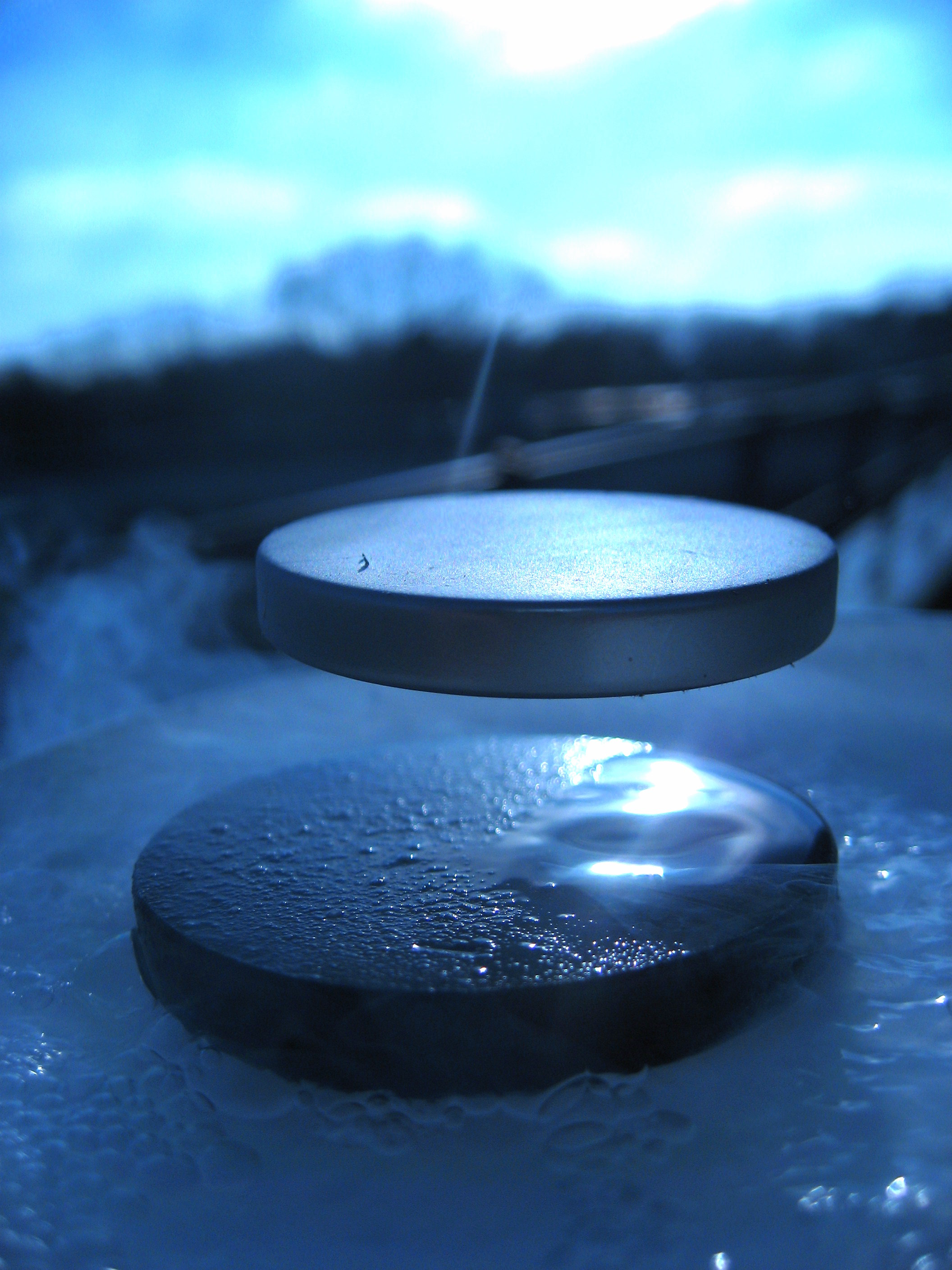
یک ابررسانا، یک آهنربای دائمی را شناور کرده است.

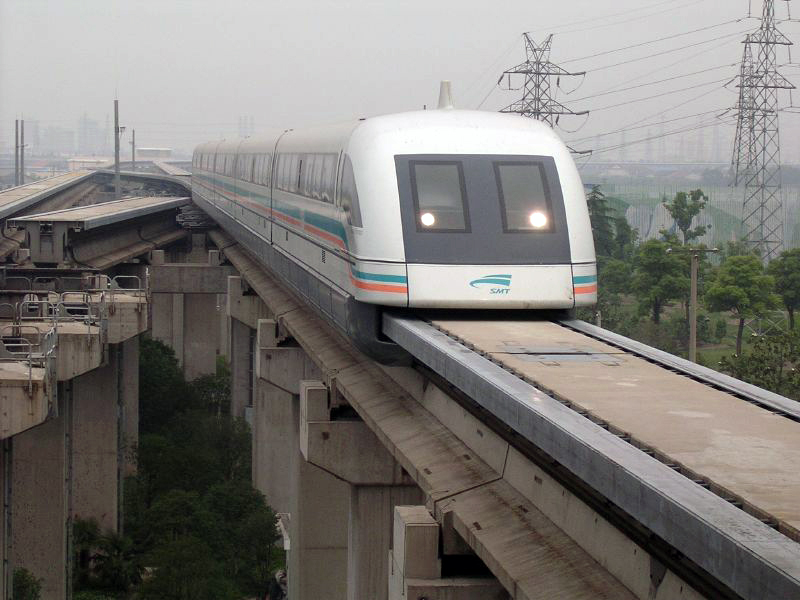
استفاده از شناوری در فناوریِ قطار مغناطیسی

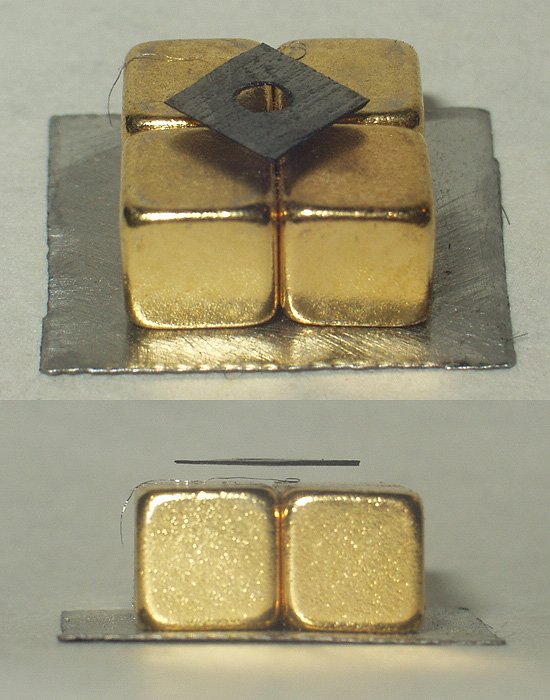
شناوریِ دیامغناطیسیِ کربنِ پیرولیتی

مواد و سیستم‌های مغناطیسی قادر به جذب یا دفعِ یکدیگر هستند. ساده‌ترین مثال از شناوری با مغناطیس را می‌شود در یک آهنربای دو قطبیِ ساده دید که با قرار گرفتن در میدانِ مغناطیسیِ آهنربایِ دو قطبی دیگر، به حالتِ دفع یا شناوری در می‌آید.
فشارِ مغناطیسیِ یک میدانِ مغناطیسی بر یک ابررسانا را می‌توان اینگونه محاسبه نمود:
{\displaystyle P_{mag}={\frac {B^{2}}{2\mu _{0}}}}
که در آن {\displaystyle P_{mag}} فشار بر واحد سطح در پاسکال و {\displaystyle B} میدان مغناطیسی در واحدِ تِسلاو {\displaystyle \mu _{0}} = ۴π×10−7 N·A−2 نفوذپذیری خلاء.

## قطارِ مَگلِو
قطارهای مَگلِو یا ماگلو گونه‌ای از قطارها هستند که به‌طور شناور در هوا در فاصله کمی از ریل قرار دارند و بدون دریافت مقاومت زیادی از محیط می‌توانند با سرعت‌های بسیار زیاد به پیش بروند.
این قطارها برای حرکت خود از نیروی الکترومغناطیسی بهره می‌گیرند.
در مگ‌لو تماس با ریل وجود ندارد و قطارها به جای غلتیدن چرخ‌ها برای ریل با نیروی مغناطیسی در هوا شناور شده بود و به جلو رانده می‌شوند. در فناوری مگلو نیروی مغناطیسی قطار را از زمین بلند کرده و با استفاده از موتور خطی و نه دوار رانده و در یک مسیر مشخص هدایت می‌کند.